# Verim, Friande e Ajude
Verim, Friande e Ajude (oficialmente: União das Freguesias de Verim, Friande e Ajude) é uma freguesia portuguesa do município de Póvoa de Lanhoso, com 10,09 km² de área e 655 habitantes (censo de 2021). A sua densidade populacional é 64,9 hab./km².

## História
Foi criada aquando da reorganização administrativa de 2012/2013, resultando da agregação das antigas freguesias de Verim, Friande e Ajude:

## Demografia
A população registada nos censos foi:
| Distribuição da População por Grupos Etários | Distribuição da População por Grupos Etários | Distribuição da População por Grupos Etários | Distribuição da População por Grupos Etários | Distribuição da População por Grupos Etários | Distribuição da População por Grupos Etários |
| -------------------------------------------- | -------------------------------------------- | -------------------------------------------- | -------------------------------------------- | -------------------------------------------- | -------------------------------------------- |
| Antes da agregação                           |                                              |                                              |                                              |                                              |                                              |
| Ano                                          | 0-14 anos                                    | 15-24 anos                                   | 25-64 anos                                   | >= 65 anos                                   | Total                                        |
| 2001                                         | 159                                          | 167                                          | 412                                          | 155                                          | 893                                          |
| 2011                                         | 103                                          | 87                                           | 356                                          | 187                                          | 733                                          |
| Após a agregação                             |                                              |                                              |                                              |                                              |                                              |
| Ano                                          | 0-14 anos                                    | 15-24 anos                                   | 25-64 anos                                   | >= 65 anos                                   | Total                                        |
| 2021                                         | 93                                           | 53                                           | 327                                          | 182                                          | 655                                          |